# 提督の決断シリーズ
提督の決断シリーズ（ていとくのけつだんシリーズ）は、1989年に光栄（現・コーエーテクモゲームス）より第1作が発売された海戦シミュレーションゲームのシリーズ。

## 概要
本シリーズは、第二次世界大戦（主に太平洋戦争）を題材にした「WWIIゲームシリーズ」内の一つ。『提督の決断』（以下、『I』）発売後、続編が発売されたため便宜的なシリーズ名であり、作品としてはあくまで前述の「WWIIゲーム」を冠して発売されている。
現在、第4作『提督の決断IV』までが発売されている。
- 提督の決断 - 1989年発売
- 提督の決断II - 1993年発売
- 提督の決断III - 1996年発売
- 提督の決断IV - 2001年発売

『I』から『III』までは、プレイヤーは日本海軍連合艦隊司令長官・アメリカ海軍太平洋艦隊司令長官（『II』は軍令部総長・海軍作戦部長）のどちらかの立場を、『IV』では日米英独のいずれかの立場を選択し、ゲームを進めていく。
『III』までは太平洋を中心としたシミュレーションゲームであったが、『IV』では全世界が舞台となっており、これに加えて海戦は「鋼鉄の咆哮シリーズ」のような戦闘時リアルタイムバトル制の如きものとなっている。
なお、シリーズを通じて特攻兵器は登場しない。

## 抗議問題
「ゲーム必勝ガイド」2号において、ゲーム評論サークル「鬼谷会」の記事「日本人にとっての犯罪的ゲーム」として本作品が取り上げられた。主な論旨は「50年前の実際の戦争を無反省にゲーム化するのはどうか」というものであったが、後に朝日新聞で取り上げられた際は強制労働や従軍慰安婦に焦点を当てて記事化されていた。光栄は、これらの記事に対して一切コメントしていない。
また、1996年には中国国内で橋本龍太郎首相の靖国参拝などが原因で「日本の右傾化」に対する抗議活動が活発となっていたが、それに関連する形で光栄の中国子会社が中国語版を制作していた『提督の決断III』が中国国内で問題となり、中国人社員4名がこれを口実にサボタージュによる労働争議を起こし、「日本の軍国主義を美化する」ソフトを当局に無断で制作していたとして光栄に罰金刑が処せられた。